# Heptachord
Der Heptachord (gr., lat.: heptachordus – siebensaitig) ist ein musikwissenschaftlicher Begriff der Griechen, der auch im Mittelalter noch genutzt wurde. Ein Heptachord bezeichnet dabei entweder die große Septime oder eine diatonische Folge von sieben Tönen, beschrieben als Kombination zweier Tetrachorde. Oft wird die Folge e f g a b c d angegeben als Heptachord.
.
Das Heptachord war gleichzeitig auch eine Form der Lyra (Zupfinstrument), mit eben sieben Saiten in einer diatonischen Stimmung vom Grundton bis zur Septime hatte.  Wie das Instrument oder die siebenstufige Leiter praktisch geklungen haben, ist unbekannt.